# Boarmia foveata
Boarmia foveata är en fjärilsart som beskrevs av W. Warren 1897. Boarmia foveata ingår i släktet Boarmia och familjen mätare. Inga underarter finns listade i Catalogue of Life.